# 5017 Tenchi
5017 Tenchi è un asteroide della fascia principale. Scoperto nel 1977, presenta un'orbita caratterizzata da un semiasse maggiore pari a 3,1519789 UA e da un'eccentricità di 0,0758418, inclinata di 16,16236° rispetto all'eclittica.